# Анна Мишинська
Анна Мишинська (пол. Anna Myszyńska, сіл. Anna Myszyńska, нар. 30 червня 1931, Курниця, Район Оппельн, Провінція Верхня Сілезія, Веймарська Республіка — 7 вересня 2019, Ниса, Ниський повіт, Опольське воєводство, Польща) — польська письменниця, перекладачка і фотографка сілезького походження. Відома також пропагандою сілезької мови та сілезьких традицій.
Народилася в селі Курниця. Після завершення Другої світової війни кілька років працювала на фермі своїх батьків. У 1952 році вступила в медицинську школу в Ратиборі. Переїхала в Білу. Померла 7 вересня 2019.

## Біографія
Народилася в змішаній сілезько-німецькій сім'ї 30 червня 1931 року в селі Курниця неподалік від Глогувека. Сілезія тоді була поділена між Німеччиною і Польщею. Село, як і більша частина Сілезії входило до складу Німеччини. Її родина була пронімецьки налаштована, хоча в селі були й прихильники Польщі. В 1945 році завершила німецькомовну школу. Після завершення Другої світової кілька років працювала на фермі своїх батьків. Не ходила в школу, оскільки не знала польську, тільки сілезьку.
Лише у 1952 році вона вступила в школу медсестер в Ратиборі. Після завершення навчання влаштувалася на роботу в Опольську лікарню. Завершила Державну школу акушерок у Нисі в 1957 році.
Переїхала в Білу, що біля Прудника. Після виходу на пенсію почала співпрацювати з Міським культурним центром у Білій та місцевою газетою Panorama Bialska.
Після 15 років роботи в медичній службі вона змінила професію і стала фотографом. Під час навчання професії отримала звання майстра. Вона брала участь у конкурсі «Po naszymu, czyli po śląsku», організованому Радіо Катовиці.
Співпрацювала з Радіо Ополе з 1994 року. Там вона 18 років представляла свої оповідання сілезьким діалектом у програмі «Nasz Heimat». 1 січня 2013 року мовлення було припинено.
В місті Біла заснувала центр допомоги сім’ям алкоголіків, за що була удостоєна звання «Zasłużony dla Miasta i Gminy Biała».

Страждала на розсіяний склероз. Померла 7 вересня 2019 в госпісі у місті Ниса. На момент смерті їй було 88 років. Похорон Анни Мишинської відбувся за 8 днів після її смерті, 15 вересня в парафіяльному костелі в місті Біла. На ньому були присутні її родина, друзі й староста Гміни Біла Едвард Плічко.

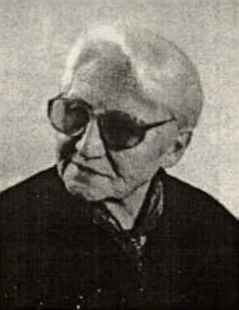
Анна Мишинська у 2004 році.

## Творчість
Мишинська використовувала прудницький говір сілезької мови. У 2004 році вона переклала сілезькою мовою драму Вільяма Шекспіра «Ромео і Джульєтта». Також вона співпрацювала з газетою «Tygodnik Prudnicki», для якої переклала польською мовою зміст роману «Літо мертвих снів» (нім. Sommer der toten Träume) німецького письменника Гаррі Тюрка. Авторка книг «Jak to piyrwej było», Śląskie rozprawianie (1999), Śląskie rozprawianie: z okolic Białej, Głogówka i Krapkowic (2006) і Śląskie rozprawianie: z powiatów Prudnik, Koźle i Krapkowice (2007). Ці книги вона написала так, як говорила і чула, наприклад ślązołk (читається як [ɕlɔnzɔu̯k]).
У 2010 році разом із сином Петром видала книгу-каталог «Pod Wieżą».
Також у 2010 році написала книгу «Oberschlesische erzählungen», що містить оповідання польською та німецькою мовами. Книга написана для дітей, що живуть в Німеччині, але походять із Сілезії.

## Нагороди та відзнаки
Сілезька письменниця Анна Мишинська нагороджена багатьма відзнаками, зокрема:
- Вітальним листом маршалка Опольського воєводства за заслуги у розвитку культури (2000)[13].
- Дипломом міністра культури та національної спадщини за внесок у розвиток культури (2008)[13].
- Почесним знаком Опольського воєводства (2016)[13].

## Цитати
|                                | Mój chop nie był ślązołk i mój foter i siostra skuli tego cierpieli, a jednak w mroźny dzień stycznia 1960 roku w śniegu siedli na koło, choć mieli już wtedy 72 lata, jechali na banał do Dobrego i przyjechali do Białej na nasz ślub kościelny. Byli krom świadków jedyny naszyj gościał, bo wesela my nie robiyli. Nie dostali ekstra kolorowego zaproszenia, złotymi literoma zapisany, nie przywieźli wielkiego bukietu kwiołtków, abo geszenku, przywieźli coś wiałcyj. Przywieźli siebie i błogosławieństwo. Druga strona też była tolerancyjnoł i bysztimt też cierpiała, ale starszy brat mojego boł noł za świadka. Przyjechał z drugiej strony, z Nysy do Białej tą samą bimelbaną co foter, jyno w Prudniku musioł se przesiadać. Po ślubie i małyj fajerze nieskoro na wieczór mody państwo tzn. Bogdan i joł, łodkludziyli my łobu chopów na banał. Kożdy jechoł we swoja strona, a my dwaj łostali i wiedzieli, iż coby se nie stało, na łobie rodziny możemy liczyć w biedzie. |
| — Анна Мишинська, „Tolerancja” | |

|                                 | „ No i ta Chabernica wleciała kajś za chałupy na tał scena, w takich szerokich lontach łobleczonoł. Miała czołrne dugie wosy na gowie, na wszystkie strony rozczapierzone. Potkane wnich było potno zielska, na plecach tyż miała miechówka z trołwoł i trującymi zieloma. Tak to lołtała po tyj łące i głośno skrzeczała te swoje straszne wróżby i przepowiednie. Jołwom padół, aż ciarki po plecach szły, bo do tego sie jeszcze śmioła jak potora. Wyglądała genał jak chabernica z mojego dzieciństwa, słyszałach iże kole Łubnian padają na nią Zytnioł baba. Pamiałtołcie iż pierwyj na wsi siołli siłał żyta, nołwiałcej na tych iekich gruntach, było bardzo wysokie - jak dorosły człowiek, no i w tym zożu było potno kwiołtków: chaber, kąkoł i maki. Jako dziecko bardzo rada se te kwiołtka rwała, bo łod małego szłach z mutrą na pole, ale łoni wdycki padali, iże jyno przy miedzy mogał se kwiołtka urwać, bo poszczodku zbożoł jest chabernica i może mie tał hycić i mi coś zrobić. Genał nie padali co, jyno że jest strasznoł, iże bym lepszi do tego zboża nie właziyła. Jeden rołz ech ją jednak widziała, tak mi se zdało. Było to przed żniwoma. Żyto było fest wysokie na naszyj polu i u Larysza, sąsiada tyż. A miezy falującym wysokij żytał tańcowała chabernica. |
| — Анна Мишинська, „Chabernica”, | |

## Сім’я
Мала одного сина — Петра Мишинського, який помер через рік після смерті Анни Мишинської.

## Коментар
1. ↑  Або ж сілезького діалекту

## Зовнішні посилання
- Anna Myszyńska (96370). lubimyczytac.pl (пол.).